# Münchner Philharmoniker
Die Münchner Philharmoniker sind ein öffentlich finanziertes Sinfonieorchester unter der Trägerschaft des Kulturreferats der Landeshauptstadt München. Das als international bedeutend geltende Orchester bildet sich aus Berufsmusikern und wird als in die Stadtverwaltung integrierter Regiebetrieb geführt. Es konzertierte ab 1985 regelmäßig im Gasteig und seit Oktober 2021 im Gasteig HP8.

## Geschichte
Das 1893 von dem Klavierfabrikantensohn Hofrat Franz Kaim zusammen mit dem Philharmonischen Chor München gegründete Orchester hieß zunächst Kaim-Orchester und anschließend Orchester des Münchener Konzertvereins, bevor es 1928 seinen heutigen Namen erhielt.
International bekannt wurde das Orchester erstmals unter der Leitung von Felix Weingartner von 1898 bis 1905. Das Orchester wirkte 1901 und 1910 bei Uraufführungen von Werken von Gustav Mahler (4. und 8. Sinfonie) unter Leitung des Komponisten mit. Wilhelm Furtwängler gab 1906 sein Debüt als Dirigent. Bruno Walter leitete 1911 die postume Uraufführung von Mahlers Lied von der Erde. Die Tradition des Orchesters, Werke von Anton Bruckner aufzuführen, geht auf den von 1908 bis 1914 erneut das Orchester leitenden Ferdinand Löwe zurück. So dirigierte etwa der 1920 bis 1938 als Generalmusikdirektor fungierende Siegmund von Hausegger zwei Brucknersinfonien bei deren Erstaufführung mit den Münchner Philharmonikern, die zur selben Zeit den heute gültigen Namen annahmen. Des Weiteren hatten Werke von Günter Bialas, Harald Genzmer und Luigi Nono ihre Uraufführung bei den Münchner Philharmonikern.

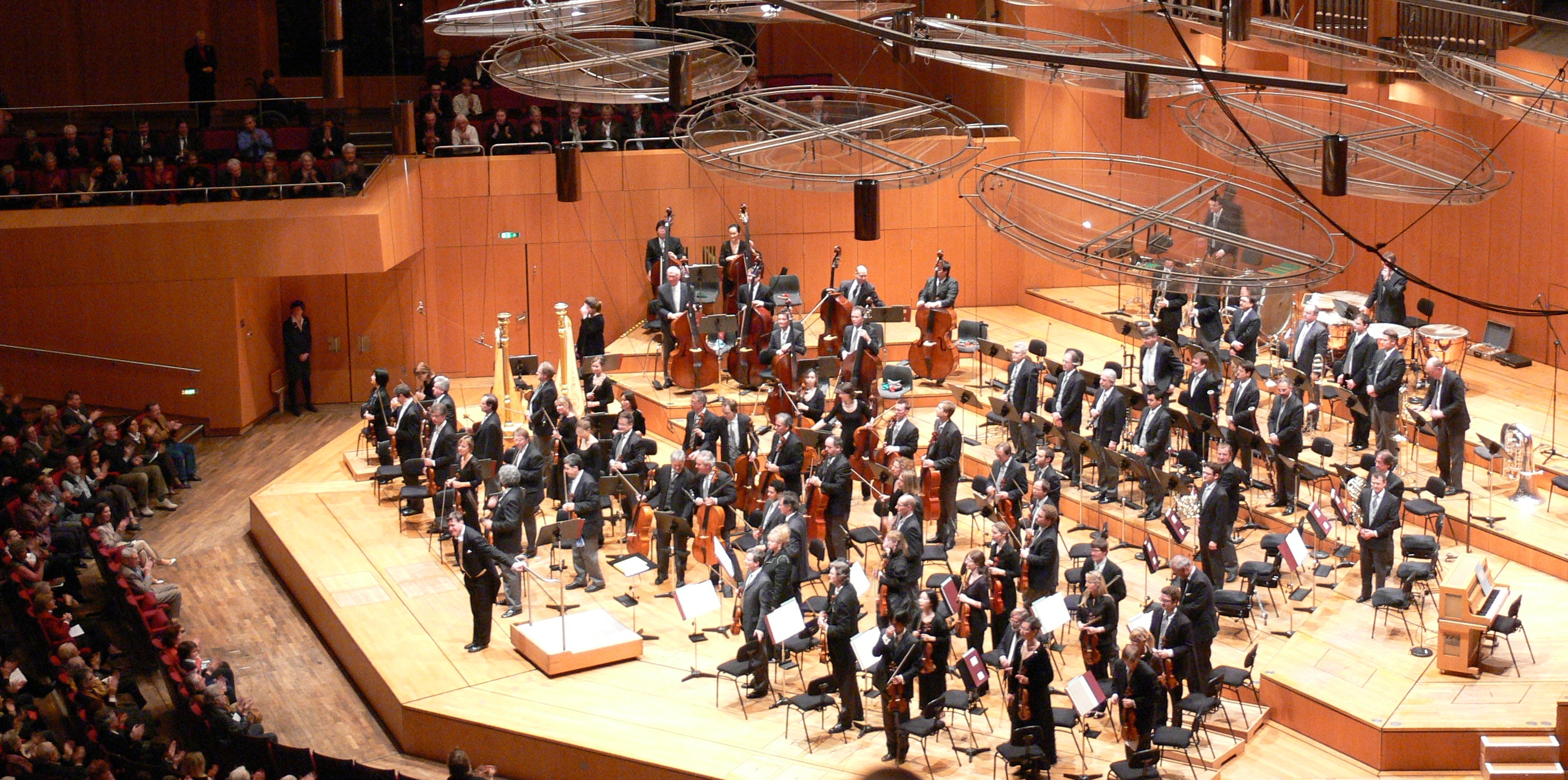
Die Münchner Philharmoniker und Dirigent Christian Thielemann nach einem Konzert in der Philharmonie im Gasteig, München (2008)

Nach dem Zweiten Weltkrieg wurde das Orchester mit der Aufführung der Ouvertüre zu Shakespeares Sommernachtstraum von Felix Mendelssohn Bartholdy unter der Leitung von Eugen Jochum fortgeführt. 1967 wurde Rudolf Kempe Chefdirigent, unter seiner Leitung besuchte das Orchester die Sowjetunion und erzielte erstmals weltweit besondere Aufmerksamkeit. Von 1979 bis zu seinem Tod am 14. August 1996 prägte insbesondere Sergiu Celibidache das Bild des Orchesters entscheidend. Ihm folgte von 1999 bis 2004 James Levine als Chefdirigent.
Im Mai 2003 unterzeichnete Christian Thielemann einen 7-Jahres-Vertrag als neuer Generalmusikdirektor. Seine Amtszeit begann am 1. September 2004, der Vertrag wurde nicht verlängert, und Thielemann wechselte 2012 zur Sächsischen Staatskapelle Dresden. Seit der Saison 2012 war bis zu seinem Tod im Juli 2014 Lorin Maazel Chefdirigent. Von September 2015 bis März 2022 war Waleri Gergijew Chefdirigent des Orchesters. Nach seiner Entlassung sprangen Daniele Gatti, Klaus Mäkelä und Krzysztof Urbański sowie Tugan Sochijew als Gastdirigenten ein.
Am 1. Februar 2023 wurde der 34-Jährige Lahav Shani zum Chefdirigenten ab der Saison 2026/27 berufen. Er ist der jüngste Chefdirigent seit über 100 Jahren in der Geschichte des Orchesters. 

## Konzerthallen
Der Jugendstil-Architekt Martin Dülfer schuf 1895 einen Konzertsaal für das „Kaim’sche Philharmonische Orchester“, den „Kaim-Saal“ in München, Türkenstraße 5, der im Oktober 1905 in „Tonhalle“ umbenannt wurde. Am 25. April 1944 wurde er bei einem Bombenangriff zerstört und nicht wieder aufgebaut. Ab 1953 konzertierten die Münchner Philharmoniker im nach dem Krieg erbauten Herkulessaal der Münchner Residenz. Seit der Eröffnung des Gasteig im Jahr 1985 hat das Orchester mit der Philharmonie im Gasteig wieder einen eigenen Konzertsaal. Wegen umfassender Renovierung der Philharmonie im Gasteig bespielt das Orchester seit Oktober 2021 die als Provisorium erbaute Isar-Philharmonie.

## Chefdirigenten
- Hans Winderstein (1893–1895)
- Hermann Zumpe (1895–1897)
- Ferdinand Löwe (1897/1898 und 1908–1914)
- Felix Weingartner (1898–1905)
- Georg Schnéevoigt (1905–1908)
- Hans Pfitzner (1919/1920)
- Siegmund von Hausegger (1920–1938)
- Oswald Kabasta (1938–1944)
- Hans Rosbaud (1945–1948)
- Fritz Rieger (1949–1966)
- Rudolf Kempe (1967–1976)
- Sergiu Celibidache (1979–1996)
- James Levine (1999–2004)
- Christian Thielemann (2004–2011)
- Lorin Maazel (2012–2014)
- Waleri Gergijew (2015–2022)
- Lahav Shani (ab 2026/27)

Im Januar 2004 ernannten die Münchner Philharmoniker Zubin Mehta zum ersten „Ehrendirigenten“ des Orchesters.

## Sonstiges

### Intendant
Seit dem 1. Januar 2025 ist Florian Wiegand Intendant der Münchner Philharmoniker und löste Paul Müller (März 2008-Dezember 2024) auf diesen Posten ab. Er wurde im Juli 2024 berufen.

### Finanzierung
Der Orchesterbetrieb wurde ausweislich der Finanzberichte der Stadtkämmerei in den Jahren 2000–2004 jährlich mit durchschnittlich 15,7 Mio. Euro sowie in den Jahren 2005–2009 jährlich mit durchschnittlich 15,0 Mio. Euro aus öffentlicher Hand finanziert. Die Vergütung der Musiker erfolgt seit 1983 nach eigenem Haustarifvertrag.

### Kammerorchester der Münchner Philharmoniker
Das Kammerorchester der Münchner Philharmoniker entstand im Jahr 1988 anlässlich eines Konzerts zum 75. Geburtstag von Benjamin Britten. Seit Sommer 2004 hat der 1. Konzertmeister der Münchner Philharmoniker Lorenz Năsturică-Herschcowici die künstlerische Gesamtleitung des Kammerorchesters inne.

### Philharmonischer Chor
Der Philharmonische Chor München, der mit den Philharmonikern zusammenarbeitet, wurde 1895 ebenfalls von Franz Kaim ins Leben gerufen. Seit 1996 wird er von Andreas Herrmann, Professor für Chordirigieren an der Hochschule für Musik und Theater München, geleitet.

### Konzerteinführungen
Ca. 30- bis 40-minütige Konzerteinführungen vor Konzertbeginn werden in Kooperation mit der Münchner Volkshochschule durchgeführt.